# Anton von Berckhusen
Anton von Berckhusen (auch: von Berkhusen oder Barkhausen; * 17. Januar 1500 in Hannover; † 8. September 1581 ebenda) war ein deutscher Kaufmann, Bürgermeister, Diakon und Autor zur Reformation in Hannover.

## Leben

### Familie
Anton von Berckhusen entstammte der alten Patrizier- und Kaufmannsfamilie von Berckhusen. Er war verheiratet mit Elisabeth Meier († im Alter von 81 Jahren am 15. Juni 1579), mit der er 14 Kinder hatte, darunter Eberhard von Berckhusen, den „Verfasser der Genealogie der Hannoverschen Familien“, sowie Erasmus († 14. September 1598), Anna und Evert.
Von Berckhusens Sohn Erasmus war zwei Mal verheiratet: Seine erste Ehefrau Katharina von Wintheim starb im Alter von 29 Jahren am 25. Mai 1566, während in der Stadt die Pest wütete, unmittelbar vor der Geburt eines gemeinsamen Kindes im Kindbett. Die zweite Ehefrau, Anna Herbst, starb am 28. Januar 1607 im Alter von 62 Jahren.

### Werdegang

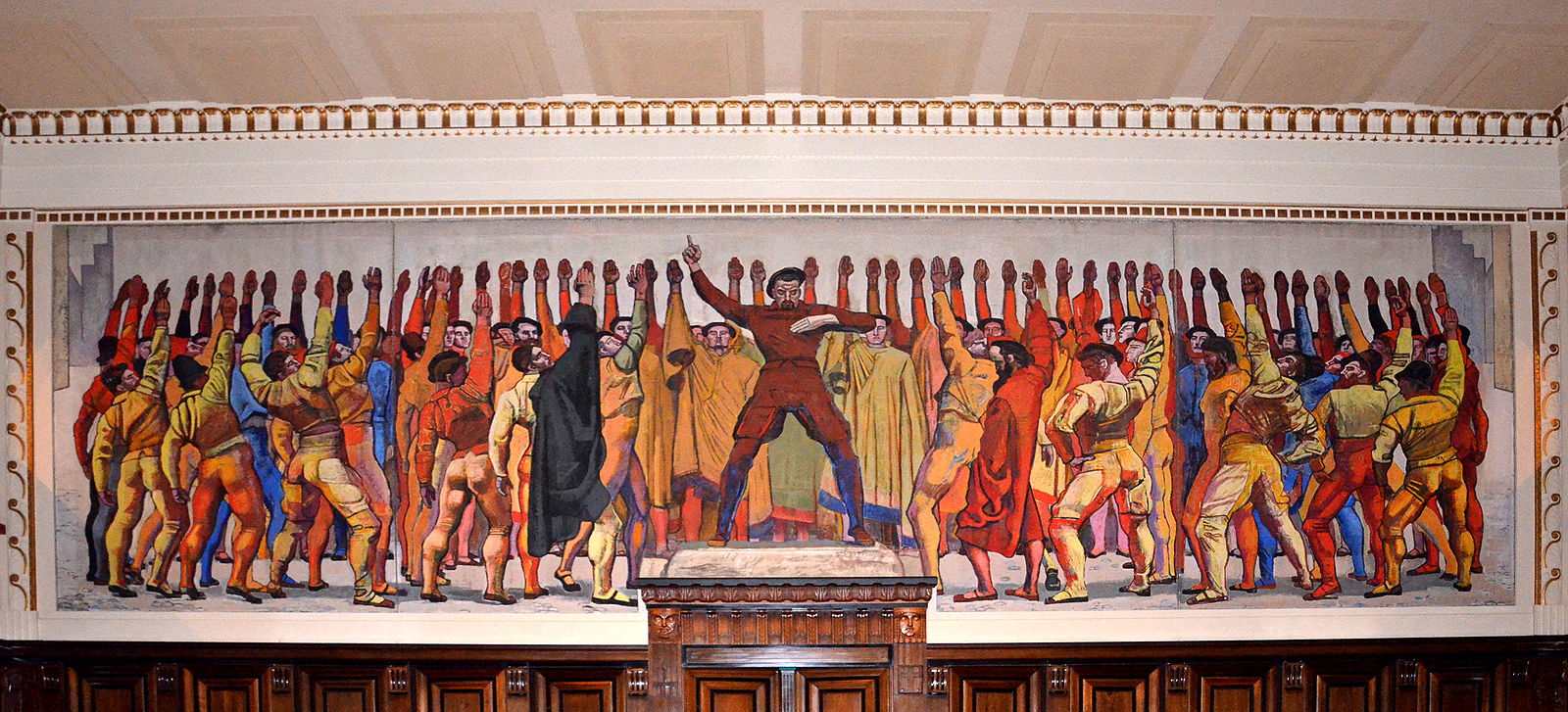
Dietrich Arnsborg auf erhöhtem Podest lässt die Bürger 1533 auf die Lehre der Reformation schwören;
Gemälde von Ferdinand Hodler im Auftrag von Heinrich Tramm, 1913, „Hodler-Saal“, Neues Rathaus von Hannover

Von Berckhusen hatte seit 1530 die Stellung eines Oldermanns sowie des Registerführers der Innung der Kaufleute inne. Nachdem – als Ergebnis der Reformation in Hannover, die unter dem Worthalter Dietrich Arnsborg als Reformation „von unten“ mit eingeleitet worden war – die alten, katholischen Stadträte die Stadt verlassen hatten,  wurde von Berkhusen 1534 zum ersten Bürgermeister nach diesem Zeitenwechsel gewählt. Diese Funktion übte er in jährlichem Wechsel bis 1550 mit anderen Bürgermeisterkollegen aus.
Anschließend übernahm von Berckhusen weitere öffentliche Ämter, darunter bis 1571 das eines Diakons in der Marktkirche von Hannover. „Aus dieser Funktion stammt das 1569 erarbeitete, sogenannte ‚Kopienbuch‘, eine Zusammenstellung von Abschriften der urkundlichen Verschreibungen zugunsten der Marktkirche“. Von Berckhusen stand in Verbindung mit Urbanus Rhegius; der Superintendent in Celle hatte 1536 eine reformatorische Kirchenordnung für Hannover erarbeitet.
Anton Berckhusen überlieferte die „annotatio Berkhusii“, einen Bericht über den Verlauf der Reformation in Hannover.

## Epitaph(e) in der Marktkirche
Mindestens ein – heute nicht mehr vorhandenes – Epitaph, gewidmet von Dietrich Wedemeier zur Erinnerung an Anton von Berckhusen befand sich im Inneren der Marktkirche: Nach der Chronik des Historikers Georg Hilmar Ising soll dies „ein schön gemahltes Epitaphium auff die gemauerte Wand der Kirch am Thurm“ gewesen sein, möglicherweise also ein Wandgemälde in Form eines Epitaphs. Nach dem Kirchenbuch wurden neben der Inschrift für Anton von Berckhusen offenbar nachträglich weitere, teilweise später gestorbene Familienangehörige erwähnt (siehe oben, Abschnitt Familie). Auch der Archivar Otto Jürgens berichtete in seiner Hannoverschen Chronik von einem Epitaph, das neben der Kirchenorgel angebracht worden war. Ob es sich dabei um dasselbe wie das am Turm handelte, „läßt sich nicht feststellen“.

## Schriften
- annotatio Berkhusii

## Ehrungen
- Ein alter Fahrweg von Hannover nach Misburg, erst Scheidestraße und Koloniestraße genannt, wurde 1926 umbenannt in Berckhusenstraße (heutiger Stadtteil Kleefeld).[10]